# Anglès (Tarn)
Anglès is een gemeente in het Franse departement Tarn (regio Occitanie) en telt 563 inwoners (1999). De oppervlakte bedraagt 85,62 km², de bevolkingsdichtheid is 6 inwoners per km².
In Anglès is camping "Le Manoir Boutaric" gelegen welke gevestigd is op het voormalig landgoed van Maarschalk Ney, de maarschalk die de veldtocht van Napoleon naar Rusland heeft geleid.

## Demografie
Onderstaande figuur toont het verloop van het inwonertal (bron: INSEE-tellingen).
1. ↑  Populations de référence 2022.